# Rut Bízková
Rut Bízková, née le 19 juillet 1957 en Tchécoslovaquie, est une ingénieure et haute fonctionnaire tchèque.